# Campeonato brasileiro de Fórmula 3
A Fórmula 3 Brasil é uma categoria monopostos disputada no Brasil. É uma das várias series de Fórmula 3 pelo mundo, assim como a F3 Inglesa e F3 Europeia.
O campeonato foi disputado entre 1989 e 1995 até ser extinto. Em 2014 a categoria voltou a ser disputada no país com o nome de F-3 Brasil até 2017.
A Cesário é a equipe com mais triunfos na segunda fase do certame, desde a volta da disputa da categoria em 2014, conquistou 3 títulos, com Pedro Piquet em 2014 e 2015, e Matheus Iorio em 2016.

## História

### 2014: Retorno
Sua proposta é criar um campeonato de F3 mais barato e acessível aos pilotos do que sua antecessora, a Fórmula 3 Sul-americana, e suas semelhantes no exterior.
Uma temporada na F3 Light, com oito rodadas duplas, uma junto com o Circuito Nova Schin Stock Car e as outras sete ao lado do Campeonato Brasileiro de Marcas, e todos os treinos, custa R$ 195 mil, preço bem abaixo das similares na Europa e nos Estados Unidos. Na Fórmula 3 Brasil principal o preço é de R$ 450 mil, também mais barata do que as semelhantes ao redor do mundo. A categoria será promovida pela Vicar, empresa promotora e organizadora também do Circuito Nova Schin Stock Car, da Copa Petrobras de Marcas e do Mercedes-Benz Challenge.

## Dados técnicos
- Chassis: Dalara F309 (F3 Principal) / Dallara F301 (F3 Light)
- Motor: 4 cilindros Berta 2.3L (base Ford)
- Potência: 260 cv
- Pneus: Pirelli importado (R13 D-200/540 T250/275) (F3 Principal) / Pirelli nacional (F3 Light)
- Câmbio: Hewland FTR sequencial (F3 Principal) / Hewland MK9 em “H” (F3 Light)
- Freios: discos Fremax e pastilhas Ecopads
- Combustível: Gasolina podium
- Grid: 12 carros no mínimo.

Fonte: F3 Brasil.

## Campeões
| Temporada   | Piloto campeão       | Equipe campeã          | Chassis/motor        | Campeão F3 Light     |
| ----------- | -------------------- | ---------------------- | -------------------- | -------------------- |
| 1989        | Christian Fittipaldi | Fittipaldi Competicion | Reynard-Alfa Romeo   | —                    |
| 1990        | Oswaldo Negri        | Daccar                 | Ralt-Volkswagen      | —                    |
| 1991        | Marcos Gueiros       | Cesário Fórmula        | Ralt-Mugen Honda     | —                    |
| 1992        | Marcos Gueiros       | Cesário Fórmula        | Ralt-Mugen Honda     | —                    |
| 1993        | Fernando Croceri     | Cesário Fórmula        | Ralt-Mugen Honda     | —                    |
| 1994        | Cristiano da Matta   | Cesário Fórmula        | Dallara-Mugen Honda  | —                    |
| 1995        | Ricardo Zonta        | Cesário Fórmula        | Dallara-Mugen Honda  | —                    |
| 1996 – 2013 | Não houve campeonato | Não houve campeonato   | Não houve campeonato | Não houve campeonato |
| 2014        | Pedro Piquet         | Cesário Fórmula        | Dalara F309          | Vitor Baptista       |
| 2015        | Pedro Piquet         | Cesário Fórmula        | Dalara F309          | Guilherme Samaia     |
| 2016        | Matheus Iorio        | Cesário Fórmula        | Dalara F309          | Pedro Caland         |
| 2017        | Guilherme Samaia     | Cesário Fórmula        | Dalara F309          | Igor Fraga           |